# Haditha
Haditha (حديثة) est une ville d’Irak, de la province d’Al-Anbâr, à 240 km au nord-ouest de Bagdad. C'est une ville rurale de 40 000 habitants environ, située sur l'Euphrate.

## Guerre d'Irak
Pendant la Guerre d'Irak, Haditha est occupée par l’US Army en avril 2003, à la fin de la phase de guerre conventionnelle. L’armée commence par assurer la protection d’un grand barrage dont la destruction aurait été catastrophique. Avec la poursuite de la guerre par les résistants et les terroristes irakiens, Haditha devient un centre de la rébellion : elle fait le lien entre Al-Qa'im, point d’entrée en Irak, et Bagdad.
En mai 2005, l’Operation New Market (en) est lancée contre les rebelles d’Haditha qui contrôlent la ville. Malgré cette offensive, la résistance continue. Le 1er août 2005, six soldats américains meurent dans une embuscade ; le 3 août, six marines sont tués par une bombe sur la route.
Selon une étude du Guardian (août 2005), la ville est entièrement contrôlée par la rébellion, les forces d’occupation se contentant de passages tous les mois. Tout comme Al-Qa'im, Haditha vit plus sous un régime proche de celui des Talibans : les produits occidentaux y sont interdits et les salaires des fonctionnaires sont taxés pour le financement de la rébellion.